# Гуріна Варвара Тихонівна
Варвара Тихонівна Гуріна (нар. 12 грудня 1938, тепер Російська Федерація) — українська радянська діячка, бригадир малярів Краснодонського шахтобудівного управління № 4 тресту «Краснодоншахтобуд» Луганської області. Депутат Верховної Ради УРСР 9—10-го скликань.

## Біографія
Освіта середня.
З 1955 року — няня-прибиральниця дитячого садка.
З 1959 року — маляр, з 1974 року — бригадир малярів Краснодонського шахтобудівного управління № 4 тресту «Краснодоншахтобуд» Ворошиловградської області.
Потім — на пенсії у місті Краснодоні Луганської області.

## Нагороди
- ордени
- медалі